# Gaston Mercier
Gaston Antoine Mercier (Parigi, 5 giugno 1932 – Bussières, 4 luglio 1974) è stato un canottiere francese.
Ha partecipato a tre edizioni dei giochi olimpici (1952, 1956 e 1960) conquistando due medaglie.

## Palmarès
Olimpiadi
- 2 medaglie:
  - 1 oro (due con maschile a Helsinki 1952)
  - 1 bronzo (quattro senza maschile a Melbourne 1956)